# جايسون ديفيس (ممثل)
جايسون ديفيس (بالإنجليزية: Jason Davis)‏ هو ممثل أمريكي، ولد في 14 أكتوبر 1984 بسولت ليك في الولايات المتحدة.

## أعمال

### أفلام
- الفسحة

### مسلسلات
- الفسحة

## وصلات خارجية
- جايسون ديفيس على موقع IMDb (الإنجليزية)
- جايسون ديفيس على موقع ألو سيني (الفرنسية)
- جايسون ديفيس على موقع قاعدة بيانات الفيلم (الإنجليزية)
- جايسون ديفيس على موقع كينوبويسك (الروسية)